# Battlefield 2042
Battlefield 2042 es un videojuego de disparos y acción bélica en primera persona, desarrollado por EA Digital Illusion CE, Criterion Games, Ripple Effect y distribuido por Electronic Arts. El videojuego fue lanzado el 19 de noviembre del 2021 en las plataformas PlayStation 4,PlayStation 5, Xbox One, Xbox Series X y Series S, y Windows. Es el décimo cuarto juego de la saga Battlefield, y está ambientado en el año 2042.
Esta entrega de la saga se divide en tres modos de juego principales. All-Out Warfare: un modo de conquista y asalto de hasta 128 jugadores en mapas de gran escala. Portal: un editor de niveles que reúne diversos recursos de Battlefield 2042, Battlefield 1942, Battlefield 3 y Battlefield Bad Company 2, permitiendo a los jugadores crear partidas personalizadas ajustando y mezclando las distintas configuraciones y sistemas. Hazard Zone: un modo de extracción donde equipos de jugadores se liberan en un mapa con el objetivo de buscar y asegurar un objetivo, para luego llegar a un punto de extracción y retirarse con vida.

## Cronología del tiempo

### I. Una década de caos

#### 2031
Diez años fueron suficientes para poner al mundo al borde del abismo. El nivel del mar sube, la economía se desploma, las alianzas se rompen y las rotativas no paran...
- 9 de octubre de 2033.

“Huracán Zeta. La primera tormenta de categoría 6 del mundo”.
- 11 de enero de 2034.

“La escasez global de alimentos y combustible desata la Segunda Gran Depresión”.
- 8 de agosto de 2035.

"La Unión Europea se disuelve oficialmente tras el hundimiento de Alemania”.

### II. El auge de los despatriados
Tras sentirse abandonados, los desplazados se unen en flotas dispares en busca de refugio. Hay familias, campesinos, médicos, ingenieros y soldados... Los que en su día fueron unos privilegiados y los más desfavorecidos, con pasados totalmente distintos, se ven obligados a unirse con el fin de sobrevivir.
Los medios de comunicación los llaman despatriados. Ellos se hacen llamar despas.

### III. La nueva normalidad

#### 2037
La humanidad se adapta a la nueva normalidad. Gracias a la revolución energética, la irrigación de los desiertos y la construcción de diques hidráulicos y rompeolas se salvan ciudades costeras, se recuperan tierras de cultivo y se reconstruyen cadenas de suministros. La esperanza de encontrar la estabilidad hace que algunas naciones vuelvan a abrir sus fronteras.
Sin embargo, sin forma de repatriar a 1200 millones de personas, los despas se convierten en una parte indiscutible de las políticas económicas, militares y sociales. Muchos despas siguen desconfiando de los gobiernos que los exiliaron y rechazan sus ofertas para volver a integrarse. Surgen líderes despatriados, que inspiran una nueva identidad lejos de las antiguas nacionalidades y trazan una línea roja entre el antiguo mundo y la nueva normalidad. #SomosDespas se convierte en un grito de guerra.
En mitad de la reconstrucción del mundo, saltan chispas entre Estados Unidos y Rusia, ya que las dos últimas superpotencias se disputan el control de este mundo tan cambiante.

### IV. El apagón de 2040

#### 2040
Una súbita tormenta de escombros espaciales crea un “efecto Kessler” que provoca que más del 70 % de todos los satélites en órbita fallen y se estrellen contra la Tierra. Se desconoce la causa.
El posterior apagón provoca una devastación masiva. Los aviones se estrellan. Las redes de comunicación colapsan. Las cadenas de suministro globales que ya eran bastante limitadas se quedan en un punto de no retorno. Los precios del petróleo, el grano y el carbón se disparan exponencialmente. Datos sin contrastar hablan de más de 100 000 vidas perdidas.
Un mundo al borde del abismo que acaba superando el límite. Sin internet. Sin navegación. Sin vigilancia. Sin pronósticos meteorológicos.
La desconfianza geopolítica estalla en cuestión de horas. Nadie puede espiar a nadie, así que nadie puede confiar en nadie. Rusia y EE. UU. afirman que el otro es el responsable del apagón, mientras que algunos sospechan que los responsables son los despatriados y los acusan de intentar propagar la anarquía.
Antiguos especialistas militares con entrenamiento de combate entre las filas de despatriados se unen en Fuerzas Especiales para defenderse mientras la tensión aumenta.

### V. Al borde de la guerra
La escasez de alimentos y combustible hace estallar una guerra en las sombras entre Estados Unidos y Rusia. Para poder negar su participación, ambos bandos contratan los servicios de Fuerzas Especiales de despatriados en una guerra por delegación por el control de los recursos, y les prometen a los refugiados una parte de lo que quede disponible.

#### 2042
La guerra abierta es inminente. Los despas no tienen otra opción que elegir bando y luchar, no por una bandera, sino por su futuro.

## Recepción
Battlefield 2042 recibió críticas desde mixtas a positivas dentro de la prensa especializada. Mientras que en la comunidad de jugadores la recepción fue mayormente negativa. Entre las críticas se destacan principalmente los diversos problemas que sufrió el desarrollo y la falta de tiempo para terminar el videojuego, la gran cantidad de fallos técnicos y de diseño presentes, cambios radicales en sistemas de juego que lo alejan de entregas pasadas e insuficiente contenido inicial.